# Cédric Seguin
Pour les articles homonymes, voir Seguin.
Cédric Seguin, né le 3 avril 1973 à Pierrelatte (Drôme), est un sabreur français.
Il est aujourd'hui contrôleur financier au sein de la société DELL.

## Carrière
Le sabreur français participe à l'épreuve de sabre par équipe des Jeux olympiques d'été de 2000 à Sydney. Il remporte la médaille d'argent avec ses coéquipiers Matthieu Gourdain, Julien Pillet et Damien Touya.